# Yên Thịnh (thị trấn)
Yên Thịnh là thị trấn huyện lỵ của huyện Yên Mô, tỉnh Ninh Bình, Việt Nam.

## Địa lý
Thị trấn Yên Thịnh cách trung tâm thành phố Hoa Lư 14 km, có vị trí địa lý:
- Phía đông giáp xã Yên Phong và huyện Yên Khánh
- Phía tây giáp xã Khánh Thượng và xã Yên Hòa
- Phía nam giáp xã Yên Mỹ và xã Yên Thành
- Phía bắc giáp xã Khánh Dương.

Thị trấn Yên Thịnh có diện tích 15,07 km², dân số năm 2023 là 20.112 người, mật độ dân số đạt 1.334 người/km².
Thị trấn Yên Thịnh hiện có 2 đường quốc lộ 12B và 21B đi qua, là điểm nối giữa 2 trung tâm Tam Điệp và Phát Diệm của Ninh Bình. Ở phố Trung Yên của thị trấn có chợ Ngò.

## Lịch sử
Ngày 7 tháng 6 năm 1997, Chính phủ ban hành Nghị định số 61-CP thành lập thị trấn Yên Thịnh – thị trấn huyện lỵ của huyện Yên Mô trên cơ sở 56,2 ha diện tích tự nhiên và 1.347 nhân khẩu của xã Yên Phú; 99,32 ha diện tích tự nhiên và 2.776 nhân khẩu của xã Khánh Thịnh.
Sau khi điều chỉnh địa giới hành chính:
- Thị trấn Yên Thịnh có 155,52 ha diện tích tự nhiên và 4.123 nhân khẩu.
- Xã Khánh Thịnh có 599,32 ha diện tích tự nhiên và 4.474 nhân khẩu.

Ngày 4 tháng 8 năm 2000, Chính phủ ban hành Nghị định số 29/2000/NĐ-CP về việc thành lập xã Yên Hưng trên cơ sở điều chỉnh 344,73 ha diện tích tự nhiên và 4.437 nhân khẩu của thôn Hưng Hiền thuộc xã Yên Mỹ.
Ngày 28 tháng 11 năm 2012, Chính phủ ban hành Nghị quyết số 80/NQ-CP về việc điều chỉnh nguyên trạng toàn bộ 397,97 ha diện tích tự nhiên và 3.288 nhân khẩu của xã Yên Phú; 159,76 ha diện tích tự nhiên và 1.233 nhân khẩu của xã Khánh Thịnh vào thị trấn Yên Thịnh quản lý.
Sau khi điều chỉnh địa giới hành chính:
- Thị trấn Yên Thịnh có 763,34 ha diện tích tự nhiên và 8.050 nhân khẩu.
- Xã Khánh Thịnh có 423,4 ha diện tích tự nhiên và 4.262 nhân khẩu.

Ngày 16 tháng 7 năm 2014, HĐND tỉnh Ninh Bình ban hành Nghị quyết số 08/NQ-HĐND về việc:
- Thành lập tổ dân phố Phú Thịnh trên cơ sở một phần của tổ dân phố Hưng Thượng.
- Sáp nhập tổ dân phố Tây Yên vào tổ dân phố Yên Thổ.
- Sáp nhập tổ dân phố Đông Yên vào tổ dân phố Cổ Đà.
- Đổi tên tổ dân phố 1 thành tổ dân phố Yên Hạ 1.
- Đổi tên tổ dân phố 2 thành tổ dân phố Yên Hạ 2.
- Đổi tên tổ dân phố 9 (Bồ Vy) thành tổ dân phố Bồ Vy 1.
- Đổi tên tổ dân phố 10 (Bồ Vy) thành tổ dân phố Bồ Vy 2.
- Đổi tên tổ dân phố Thượng Phú thành tổ dân phố Đông Nhạc 1.
- Đổi tên tổ dân phố Nam Yên thành tổ dân phố Đông Nhạc 2.

Thị trấn Yên Thịnh được chia thành 17 tổ dân phố: Bắc Yên, Bồ Vy 1, Bồ Vy 2, Cổ Đà, Đông Nhạc 1, Đông Nhạc 2, Hưng Thượng, Kim Bảng A, Kim Bảng B, Mậu Thịnh, Phú Thịnh, Trung Hậu, Trung Thành, Trung Yên, Yên Hạ 1, Yên Hạ 2, Yên Thổ.
Ngày 28 tháng 6 năm 2024, UBND tỉnh Ninh Bình ban hành Quyết định số 557/QĐ-UBND về việc công nhận thị trấn Yên Thịnh là đô thị loại V.
Ngày 10 tháng 12 năm 2024, Ủy ban Thường vụ Quốc hội ban hành Nghị quyết số 1318/NQ-UBTVQH15 về việc sắp xếp đơn vị hành chính cấp huyện, cấp xã của tỉnh Ninh Bình giai đoạn 2023 – 2025 (nghị quyết có hiệu lực từ ngày 1 tháng 1 năm 2025). Theo đó, sáp nhập toàn bộ 4,19 km² diện tích tự nhiên, quy mô dân số là 4.899 người của xã Khánh Thịnh và toàn bộ 3,41 km² diện tích tự nhiên, quy mô dân số là 4.289 người của xã Yên Hưng vào thị trấn Yên Thịnh. 
Thị trấn Yên Thịnh có 15,07 km² diện tích tự nhiên và quy mô dân số là 20.112 người.

## Giao thông
Các tuyến đường đô thị chính của thị trấn Yên Thịnh:
| - Quốc lộ 21 - Quốc lộ 12B - Phạm Thận Duật - Vũ Phạm Khải - Yên Phú - Yên Thổ | - Trung Thành - Đinh Điền - Tân Thịnh - Tiên Hưng - Thanh Niên | - Ninh Tốn - Kim Bảng - Mậu Thịnh - Bồ Vi - Tạ Uyên | - Yên Hạ 2 - Yên Hạ 1 - Phú Hưng - Đông Nhạc - Phước Long |